# Qualifications des épreuves de badminton aux Jeux européens de 2015
160 athlètes, 80 hommes et 80 femmes, participent aux épreuves de badminton aux Jeux européens de 2015 à Bakou.

## Qualification
32 places sont attribuées pour chaque tournoi en simple et 16 places (soit 32 joueurs) pour les tournois en double.

### Classement européen
Le classement calculé par la Fédération internationale de badminton (BWF) au 26 mars 2015 est utilisé pour attribuer les quotas de places.

### Tournois en simple
Les joueurs classés de 1er à 8e au classement européen sont admissibles à participer, avec un maximum de deux par nations dans chaque épreuve. Les joueurs classés 9e et après peuvent participer avec un maximum d'un par nation dans chaque épreuve en simple. Ainsi, par exemple, si un pays a des joueurs classés 1er, 4e et 7e dans les classements européens, il peut inscrire deux joueurs ; s'il a des joueurs classés 2e et 10e, il ne peut inscrire qu'un joueur.

### Tournois en double
Les paires classées de 1re à 4e au classement européen sont admissibles à participer, avec un maximum de deux par nations dans chaque épreuve. Les paires classées 5e et après peuvent participer avec un maximum d'une équipe par nation dans chaque épreuve. Ainsi, par exemple, si un pays a des paires classées 1re et 4 dans les classements européens, il peut inscrire deux paires ; s'il a des paires classées 3e et 12e, il ne peut inscrire qu'une équipe par tournoi de double.

### Pays organisateur
L'Azerbaïdjan, en tant que pays hôte, a le droit d'inscrire deux joueurs, avec un maximum d'un joueur / paire par événement est autorisé. Les athlètes peuvent également être qualifiés par les qualifications. Un certain nombre de quotas d'«universalité» sont également décernés pour assurer un plus grand nombre de nations différentes aux épreuves.

## Résumé des quotas
| CNO         | Simples hommes | Doubles hommes | Simples dames | Doubles dames | Doubles mixte | Total  | Total    |
| CNO         | Simples hommes | Doubles hommes | Simples dames | Doubles dames | Doubles mixte | Quotas | Athlètes |
| ----------- | -------------- | -------------- | ------------- | ------------- | ------------- | ------ | -------- |
| Azerbaïdjan |                |                |               |               |               |        | 2        |